# The Piper at the Gates of Dawn
The Piper at the Gates of Dawn je debutové album anglické skupiny Pink Floyd. Bylo vydáno v srpnu 1967 a je jedinou deskou kapely, která byla nahraná pod vedením Syda Barretta. V britském žebříčku prodejnosti hudebních alb se umístilo na 6. pozici. The Piper at the Gates of Dawn je považováno za jedno z nejvlivnějších alb psychedelického rocku.

## Popis alba a jeho historie
Album obsahuje množství prvků psychedelického rocku: texty písní vypovídající o vesmíru, strachu, skřítcích, jízdních kolech či pohádkách, jsou ozvučeny psychedelickými hudebními pasážemi. Název The Piper at the Gates of Dawn pochází ze sedmé kapitoly Barrettovy oblíbené knihy Kennetha Grahama Vítr ve vrbách aneb Žabákova dobrodružství (Wind in the Willows). Je to album, na kterém je kompletně prezentován zvuk Pink Floyd tzv. „barrettovské éry“ (nejtypičtějším dílem je „Interstellar Overdrive“), který v pozdější době po jeho odchodu postupně zanikal. Písně na desce jsou dílem především Syda Barretta, jedinou skladbou, na které se autorsky vůbec nepodílel, je „Take Up Thy Stethoscope and Walk“ od baskytaristy Rogera Waterse. O písni „Bike“ hovoří producent Norman Smith, že to byla poslední písnička, kterou Barrett nahrával při plném vědomí (čili, že nebyl pod vlivem LSD). Skladba „The Gnome“, částečně inspirovaná knihou J. R. R. Tolkiena Pán prstenů, je o skřítkovi, který se vydal na cestu za velkým dobrodružstvím.
Album bylo nahrávané od února 1967 ve studiu 3 na Abbey Road ve stejné době jako Sgt. Pepper's Lonely Hearts Club Band od The Beatles. Původní producent Joe Boyd, který se podílel na singlu „Arnold Layne“, byl nekompromisně vyhozen, a novým producentem se stal Norman Smith, člen týmu vydavatelství EMI, který do roku 1965 produkoval všechny nahrávky Beatles. Smithovy představy byly více popovějšího charakteru, nahrávané album se občas při nahrávaní pokusil kritizovat. Nakonec ale spolupracoval i na dalším albu skupiny, A Saucerful of Secrets. Později se o tomto období vyjadřoval, že to bylo pro něj skutečné peklo.
Prvními dvěma nahrávkami alba byly „Interstellar Overdrive“ a „Matilda Mother“. Šlo i o dva potenciální singly. Smith měl problém se zněním skladeb. Hlavně skladby „Insterstellar Overdrive“ a „Astronomy Domine“ měly silné prvky undergroundu, bylo v nich mnoho improvizací a zvukových experimentů Ricka Wrighta, který měl tou dobou v oblibě experimentování se zpětnou vazbou zvuků varhan Farfisa.
The Piper at the Gates of Dawn obsahuje celkem 11 skladeb, z nichž jsou dvě čistě instrumentální („Pow R. Toc H.“ a „Interstellar Overdrive“), zbylé jsou zpívané písně.
Přebal alba vytvořil z fotografií členů skupiny Vic Singh. Není podobný žádnému z následujících obalů desek skupiny, kdy pro Pink Floyd vytvářela obaly na desky skupina Hipgnosis.

## Vydávání alba a jeho umístění
Mono- (katalogové číslo: Columbia EMI SC 6157) a stereofonní (Columbia EMI SCX 6157) LP byla vydána 4. srpna 1967, v britských žebříčcích album dosáhlo šesté pozice. Verze pro USA měla jednoduchý název Pink Floyd, vyšla v mono (Tower R5093) i ve stereo (Tower ST5093) verzi 21. října 1967 a dosáhla 131. pozice. Americká verze byla částečně odlišná, skladby „Astronomy Domine“, „Flaming“ a „Bike“ byly nahrazeny hitem „See Emily Play“.
Stereo verze alba na CD vyšla v roce 1985, digitálně remasterovaná verze CD v roce 1994. Mono verze s mírně upravenou skladbou „Flaming“ vyšla v limitované edici v roce 1997. V roce 2007, při příležitosti 40. výročí vydání alba, byla deska vydána jako nově remasterované dvojCD a trojCD (viz níže).
Roku 2000 se v anketě časopisu Q Magazine album The Piper at the Gates of Dawn umístilo na 55. pozici ve stovce nejlepších britských desek. V časopise Rolling Stone dosáhlo toto album v roce 2003 347. pozici mezi 500 nejlepšími deskami všech dob.

## Seznam skladeb

### Britské vydání
Všechny skladby napsal(i) Syd Barrett, vyjma těch, kde jsou uvedeni autoři. 
| Strana 1 | Strana 1                         | Strana 1                       | Strana 1 |
| Pořadí   | Název                            | Autor                          | Délka    |
| -------- | -------------------------------- | ------------------------------ | -------- |
| 1.       | Astronomy Domine                 |                                | 4:12     |
| 2.       | Lucifer Sam                      |                                | 3:07     |
| 3.       | Matilda Mother                   |                                | 3:08     |
| 4.       | Flaming                          |                                | 2:46     |
| 5.       | Pow R. Toc H. (instrumentální)   | Barrett, Waters, Wright, Mason | 4:26     |
| 6.       | Take Up Thy Stethoscope and Walk | Waters                         | 3:05     |

| Strana 2       | Strana 2                                | Strana 2                       | Strana 2 |
| Pořadí         | Název                                   | Autor                          | Délka    |
| -------------- | --------------------------------------- | ------------------------------ | -------- |
| 1.             | Interstellar Overdrive (instrumentální) | Barrett, Waters, Wright, Mason | 9:41     |
| 2.             | The Gnome                               |                                | 2:13     |
| 3.             | Chapter 24                              |                                | 3:42     |
| 4.             | Scarecrow                               |                                | 2:11     |
| 5.             | Bike                                    |                                | 3:21     |
| Celková délka: | Celková délka:                          | Celková délka:                 | 41:52    |

### Americké vydání
| Strana 1 | Strana 1                         | Strana 1                       | Strana 1 |
| Pořadí   | Název                            | Autor                          | Délka    |
| -------- | -------------------------------- | ------------------------------ | -------- |
| 1.       | See Emily Play                   |                                | 2:53     |
| 2.       | Pow R. Toc H. (instrumentální)   | Barrett, Waters, Wright, Mason | 4:26     |
| 3.       | Take Up Thy Stethoscope and Walk | Waters                         | 3:05     |
| 4.       | Lucifer Sam                      |                                | 3:07     |
| 5.       | Matilda Mother                   |                                | 3:08     |

| Strana 2       | Strana 2                                | Strana 2                       | Strana 2 |
| Pořadí         | Název                                   | Autor                          | Délka    |
| -------------- | --------------------------------------- | ------------------------------ | -------- |
| 1.             | Scarecrow                               |                                | 2:11     |
| 2.             | The Gnome                               |                                | 2:13     |
| 3.             | Chapter 24                              |                                | 3:42     |
| 4.             | Interstellar Overdrive (instrumentální) | Barrett, Waters, Wright, Mason | 9:41     |
| Celková délka: | Celková délka:                          | Celková délka:                 | 33:26    |

### Reedice z roku 2007
Ke 40. výročí vydání alba vyšla deska The Piper at the Gates of Dawn nově zremasterovaná ve dvou verzích: jako dvojCD a jako trojCD. Dva disky obou verzí jsou shodné, jeden obsahuje mono verzi britského alba, druhý jeho stereo verzi. Na třetím CD se nachází bonusový materiál, především singly z té doby, ale i další, dosud nevydané odlišné verze skladeb.
| Pořadí         | Název                                                        | Autor          | Délka |
| -------------- | ------------------------------------------------------------ | -------------- | ----- |
| 1.             | Arnold Layne                                                 |                | 2:57  |
| 2.             | Candy and a Currant Bun                                      |                | 2:45  |
| 3.             | See Emily Play                                               |                | 2:54  |
| 4.             | Apples and Oranges                                           |                | 3:05  |
| 5.             | Paintbox                                                     | Wright         | 3:45  |
| 6.             | Interstellar Overdrive (take 2, French edit; instrumentální) |                | 5:15  |
| 7.             | Apples and Oranges (stereo version)                          |                | 3:11  |
| 8.             | Matilda Mother (alternative version)                         |                | 3:09  |
| 9.             | Interstellar Overdrive (take 6; instrumentální)              |                | 5:03  |
| Celková délka: | Celková délka:                                               | Celková délka: | 32:04 |

## Obsazení
- Pink Floyd:
  - Syd Barrett – elektrická kytara, zpěv, vokály
  - Roger Waters – baskytara, zpěv, vokály
  - Rick Wright – varhany Farfisa, Hammondovy varhany, piano, zpěv, vokály
  - Nick Mason – bicí, perkuse
- Peter Jenner – recitované intro ve skladbě „Astronomy Domine“

### Produkce
- Norman Smith – producent
- Peter Bown – zvukový inženýr
- Vic Singh – fotografie
- Syd Barrett – design zadní strany přebalu
- Doug Sax – remastering (vydání 1994)
- James Guthrie – remastering (vydání 2007)
- Storm Thorgerson a Jon Crossland – úprava přebalu (vydání 1994)